# AMSC-1
O AMSC-1 (também chamado de MSAT-2, abreviação de Mobile satellite-2), era um satélite de comunicação baseado em serviço de telefonia móvel,  desenvolvido pelo National Research Council of Canada. Apoiado por uma série de empresas dos EUA e Canadá, o AMSC-1 abriga uma série de serviços, incluindo a transmissão de sinais CDGPS. O satélite foi baseado na plataforma HS-601 e sua expectativa de vida útil era de 10 anos.
A American Mobile Satellite Consortium (atual LightSquared) refere-se ao seu satélite MSAT como AMSC-1, enquanto a TMI do Canadá referiu-se ao seu MSAT como MSAT-1, com cada satélite fornecendo apoio para o outro.

## História
O satélite da série MSAT foi construído pela Hughes (atual propriedade da Boeing), com uma capacidade de energia solar de 3 kilowatt e combustível suficiente para uma vida útil de 12 anos.
Em maio de 1995, um teste realizado no equipamento provocou um superaquecimento e danos em uma das 8 matrizes de portas de saída do amplificador híbrido a bordo do AMSC-1.
O satélite AMSC-1 que estava na posição orbital geoestacionária de 103 graus oeste foi colocado em órbita inclinada em 2,5 graus no modo de operações em novembro de 2004, reduzindo o consumo de combustível e aumentando a vida útil do satélite.
Em 11 de janeiro de 2006, a Mobile Satellite Ventures (MSVLP) (atual LightSquared) anunciou planos para lançar uma nova geração de satélites para substituir os satélites MSAT até 2010. A MSV disse que todo o equipamento velho MSAT seria compatível com os novos satélites.

## Lançamento
O satélite foi lançado com sucesso ao espaço no dia 7 de abril de 1995, por meio de um veículo Atlas IIA a partir da Estação da Força Aérea de Cabo Canaveral, na Flórida, EUA. Ele tinha uma massa de lançamento de 2550 kg.

## Capacidade e cobertura
O AMSC-1 era equipado com 6 transponders de banda L e com capacidade para banda Ku para fornecer telefonia móvel, rádio, fax, localização de posição e comunicação de dados para os usuários que estivesse em terra, no mar ou no ar dos Estados Unidos e Canadá.